# Nikola IV.
Nikola IV. (Lisciano, Ascoli Piceno, 30. rujna 1227. – Rim, 4. travnja 1292.), rođen kao Girolamo Masci, papa od 22. veljače 1288. do svoje smrti 4. travnja 1292. godine.
Prema tradiciji, kao dječak je s roditeljima iz Ascoli Picena došao u Zadar i ondje postao franjevac. Bio je natprosječnih sposobnosti, pa je poslan na školovanje u razna europska sveučilišta. Godine 1272. imenovan je provincijalom Sklavonske provincije, a dvije godine kasnije (1274.) na kapitulu u Lyonu izabran je za glavnog ministra Reda manje braće (naslijedio sv. Bonaventuru). Kao poznavatelj balkanskih prilika, vodio je razna papinska poslanstva vladarima. Kao ministar Reda imenovan je kardinalom (1278.). Prvi je franjevac izabran za papu (1288.). Radio je na jedinstvu Crkve, poticao misije (poslao je poslanika u Mongoliju Kublaj-kanu, formirao Crkvu u Kini, pošiljao misionare na Bliski istok i Balkan), potvrdio je prvo pravilo Franjevačkoga svjetovnog reda. Dao je uljepšati bazilike na Lateranu i sv. Marije Velike. Svojemu zadarskom samostanu poslao je na dar srebrni lik Gospe od Bezgrešnog Začeća. Podupirao je Karla Martela kao nasljednika ugarsko-hrvatskog prijestolja.
Zaslužan je i za utemeljenje Bosne Srebrene jer je srpskome kralju Stefanu Dragutinu, nakon što se odrekao prijestolja i postao katolik te zavladao Mačvom i sjeveroistočnom Bosnom, 1291. godine poslao prva dva franjevca, Marina i Ciprijana, inače članove Slavonske (hrvatske) provincije, da trajno rade kao "istražitelji krivovjerja".